# BCAT2
BCAT2 (англ. Branched chain amino acid transaminase 2) – білок, який кодується однойменним геном, розташованим у людей на довгому плечі 19-ї хромосоми. Довжина поліпептидного ланцюга білка становить 392 амінокислот, а молекулярна маса — 44 288.
| 10         |  | 20         |  | 30         |  | 40         |  | 50         |
| ---------- |  | ---------- |  | ---------- |  | ---------- |  | ---------- |
| MAAAALGQIW |  | ARKLLSVPWL |  | LCGPRRYASS |  | SFKAADLQLE |  | MTQKPHKKPG |
| PGEPLVFGKT |  | FTDHMLMVEW |  | NDKGWGQPRI |  | QPFQNLTLHP |  | ASSSLHYSLQ |
| LFEGMKAFKG |  | KDQQVRLFRP |  | WLNMDRMLRS |  | AMRLCLPSFD |  | KLELLECIRR |
| LIEVDKDWVP |  | DAAGTSLYVR |  | PVLIGNEPSL |  | GVSQPTRALL |  | FVILCPVGAY |
| FPGGSVTPVS |  | LLADPAFIRA |  | WVGGVGNYKL |  | GGNYGPTVLV |  | QQEALKRGCE |
| QVLWLYGPDH |  | QLTEVGTMNI |  | FVYWTHEDGV |  | LELVTPPLNG |  | VILPGVVRQS |
| LLDMAQTWGE |  | FRVVERTITM |  | KQLLRALEEG |  | RVREVFGSGT |  | ACQVCPVHRI |
| LYKDRNLHIP |  | TMENGPELIL |  | RFQKELKEIQ |  | YGIRAHEWMF |  | PV         |

A: Аланін

C: Цистеїн

D: Аспарагінова кислота

E: Глутамінова кислота

F: Фенілаланін

G: Гліцин

H: Гістидин

I: Ізолейцин

K: Лізин

L: Лейцин

M: Метіонін

N: Аспарагін

P: Пролін

Q: Глутамін

R: Аргінін

S: Серин

T: Треонін

V: Валін

W: Триптофан

Кодований геном білок за функціями належить до трансфераз, амінотрансфераз. 
Задіяний у таких біологічних процесах, як біосинтез амінокислот, ацетилювання, альтернативний сплайсинг. 
Білок має сайт для зв'язування з піридоксаль-фосфатом. 
Локалізований у цитоплазмі, мітохондрії.